# Нінна Своб
Нінна Своб (швед. Ninna Swaab, 26 червня 1940) — шведська вершниця.
Бронзова призерка Олімпійських Ігор 1972 року в командній виїздці.